# Leão II (imperador)
Leão II (em latim: Leo; em grego: Λέων; romaniz.: Léōn; c. 467 — novembro de 474) foi brevemente imperador do Império Bizantino em 474, quando era uma criança de seis ou sete anos. Era filho de Zenão, o general isauro e futuro imperador, e Ariadne, a filha do imperador Leão I (r. 457–474). Leão II foi designado coimperador com seu avô em 17 de novembro de 473, e tornou-se imperador único em 18 de janeiro de 474 depois que seu avô morreu de disenteria. Zenão foi feito coimperador pelo senado em 29 de janeiro cogovernaram por um curto período antes de Leão II morrer em novembro. A data exata da morte de Leão é desconhecida.

## Vida
Leão nasceu em 467,[a] filho de Zenão, um general isauro, e Ariadne, filha do então imperador Leão I, o Trácio. Era neto materno de Leão I e Verina. Foi feito césar por volta de outubro de 472,[b] e mais tarde foi promovido a augusto em novembro de 473, tornando-o coimperador ao lado do avô. Foi coroado no Hipódromo de Constantinopla, e a cerimônia foi presidida pelo patriarca Acácio. O Sobre as Cerimônias do século X dá um relato detalhado de sua coroação como augusto, datada em 17 de novembro.[c] Também foi nomeado o único cônsul de 474 nessa época. Quando Leão I morreu de disenteria em 18 de janeiro de 474, subiu ao trono como único augusto. Em 29 de janeiro,[d] o Senado bizantino nomeou Zenão coaugusto sob ele, pois era jovem demais para assinar documentos oficiais. Morreu algum tempo após 10 de outubro,[e] com a idade de 7, deixando Zenão como imperador solo.
Sua morte ter ocorrido logo após se tornar imperador levou à especulação entre alguns estudiosos modernos de que foi envenenado por sua mãe Ariadne para que Zenão pudesse ascender ao trono. No entanto, nenhuma fonte contemporânea levantou essa sugestão. Embora Zenão fosse impopular, considera-se provável que a morte tenha sido natural, especialmente quando se considera a alta taxa de mortalidade infantil à época. Vítor de Tununa, cronista do século VI, disse que não morreu de fato, mas foi levado por Ariadne e escondido num mosteiro. Trata-se de provável confusão com Basilisco, filho do comandante Armato. Basilisco foi coroado césar em 476 e quase foi executado em 477/8 após seu pai ser assassinado por Zenão, mas foi salvo por Ariadne. A confusão quiçá decorre do fato de que ele foi rebatizado como Leão para evitar associação com o usurpador que destronou momentaneamente Zenão.
Zenão era muito impopular, devido à falta de prestígio dinástico, com seus únicos laços familiares com o trono imperial sendo o seu casamento com Ariadne e através de seu filho já falecido. Além disso, por ser isauro, era visto como estrangeiro pela elite bizantina, e o tesouro estava vazio quando ascendeu. O primeiro governo de Zenão foi contestado pela dinastia leonina, com Verina, a viúva de Leão I, proclamando seu irmão Basilisco como imperador em janeiro de 475. Zenão fugiu e por 20 meses Basilisco governou antes de Zenão retornar e retomar o trono. O governo de Zenão foi marcado por constantes inquietações, e foi apenas por astúcia e suborno que conseguiu governar por 17 anos, até sua morte em 9 de abril de 491.